# Peter Bowness
Pour les articles homonymes, voir Bowness.
Peter Spencer Bowness, baron Bowness, (né le 19 mai 1943) est un homme politique conservateur britannique, un avocat et un pair à vie. Depuis 1996, il est membre de la Chambre des lords.

## Jeunesse
Bowness est né le 19 mai 1943. Il fait ses études à la Whitgift School, une école indépendante pour garçons de South Croydon, à Londres. Il est diplômé de l'Université de droit et commence à travailler comme avocat en 1966.
Il est avocat et notaire qualifié. De 1970 à 2002, il est associé chez Weightman Sadler Solicitors à Purley, dans le quartier londonien de Croydon. De 2002 à 2011, il est consultant auprès de Streeter Marshall Solicitors (qui a fusionné avec Weightman Sadler Solicitors). Depuis, il n'a pas exercé en tant qu'avocat ou notaire.

## Carrière politique

### Conseiller
Bowness est élu conseiller et gravit les échelons du Parti conservateur, devenant le chef du Conseil de Croydon, le plus grand arrondissement de Londres. Au cours des années 1980, Bowness aurait été l'un des dirigeants préférés de Margaret Thatcher au Conseil et participe à l'abolition du Greater London Council,. Il se détache de ses collègues conservateurs en soutenant l'initiative de transport public à bas prix de Ken Livingstone, Fares Fair.
Il reste chef du conseil jusqu'en 1994 lorsque le Parti travailliste remporte les élections locales. Il quitte le Conseil en 1998. Il est membre du Comité des régions et de la commission d'audit.

### Chambre des lords
Le 17 janvier 1996, Bowness est créé pair à vie avec le titre de baron Bowness, de Warlingham dans le comté de Surrey et de Croydon dans le quartier londonien de Croydon. De décembre 2002 à novembre 2006, il est membre de la commission parlementaire mixte des droits de l'homme. De décembre 2003 à mai 2014, il siège au Comité de l'Union européenne. Il préside le sous-comité de défense de la politique étrangère et d'aide au développement du comité restreint de l'UE de 2003 à 2006, ainsi que le sous-comité de la justice, des institutions et de la protection des consommateurs de 2009 à 2013 .

## Vie privée
Il est un mécène du Warehouse Theatre et était auparavant gouverneur de la Whitgift Foundation.
Le 14 juin 1981, Bowness est nommé lieutenant adjoint (DL) au Lord Lieutenant du Grand Londres. À l'occasion de l'anniversaire de la reine en 1981, il est nommé Commandeur de l'Ordre de l'Empire britannique (CBE) en reconnaissance de ses services en tant que président de la London Boroughs Association. Le 11 février 1987, il est fait chevalier par Élisabeth II lors d'une cérémonie au palais de Buckingham.
En 1987, Bowness est nommé Freeman de la City de Londres. En 2002, il est nommé Freeman honoraire du Borough londonien de Croydon.
Le 1er mai 1988, Bowness est nommé colonel honoraire du 151 (Greater London) Transport Regiment, Royal Corps of Transport (Volunteers), Territorial Army. Le 5 avril 1993, il démissionne et est autorisé à conserver son grade honorifique.